# Joan Casellas (artista)
Joan Hernández Casellas (Teià, 24 de maig de 1960) és un artista plàstic i fotògraf documentalista català, especialitzat en l'art d'acció i en performances.
Va ser un dels artistes contemporanis més destacats de la dècada dels noranta. Ha realitzat actuacions per tota la península, Europa i Amèrica, ha impartit tallers i conferències en diverses universitats i ha publicat nombrosos articles sobre art d'acció. El 1992, va fundar la revista AIRE que compila l'arxiu fotogràfic més complet de gravació de l'art de la performance de la seva generació. Ha estat membre de nombrosos col·lectius d'autogestió artístics, com el CLUB 7, també és fundador i director del Festival La Muga Caula a Catalunya.

## Biografia
Anys de Formació: Va estudiar a l'Escola Massana de Barcelona (1974-79). El 1979 va organitzar la seva primera exposició a l'Espai 10 de la Fundació Joan Miró. Hi presentava una sèrie d'objectes neodadà relacionats amb el llenguatge de Brossa i Duchamp. Una vitrina acumulava objectes de plàstic, com una mena de fons de material de treball, que contestava a l'ecologisme del moment, difós a través de la revista Quelcom. L'exposició incloïa unes fotografies de Jordi Figueras que recollien el procés de realització de les peces. Les obres, col·locades damunt de taules de bar amb cadires, podien ser manipulades pel públic. L'any 1976 forma el grup Dadà, ataca de nou i realitza les seves primeres accions i intervencions efímeres. Continua el seu treball artístic amb la construcció d'objectes sota la influència de Duchamp i Brossa.
Segon període: de 1982 a 1988 retorna a la pintura figurativa amb influències de la transavantguarda italiana. L'any 1986 es trasllada a Nova York. Durant els 5 anys que resideix a Nova York participa en nombroses exposicions col·lectives, tant a Nova York com a Catalunya. Treballa en escultures de gran format que exposa a la Fundació Espais de Girona, dins l'exposició Volums 2 (1988) i en la Paul Bridgewater-Lutsberg Gallery de Nova York, amb una exposició individual: The Mediterranean Project (1989). La part pictòrica i fotogràfica d'aquesta sèrie l'exposarà respectivament en la Drie 05 Gallery d'Amsterdam i la Sala 491 de Barcelona, en 1991. El fracàs econòmic d'aquesta exposició, entre altres coses, propicia el seu retorn a Barcelona i el retorn als seus orígens com accionista.
Tercer Període: A Espanya, Casellas connecta ràpidament amb un grup de joves artistes interessats en l'acció i l'autogestió artística. Comença a publicar articles sobre acció i es llicencia en Belles Arts en la Universitat de Barcelona (1993-1998). Participa en la formació de projectes col·lectius com De viva veu (1993), Red arte (1995), Club 7 (1995), Club 7 (1996), Rag (1998), la Figuera crítica de Barcelona (1998) o Kabaret obert 2001. Des de 1992 edita la revista AIRE i compila l'arxiu fotogràfic més exhaustiu de l'accionisme de la seva generació. Ha impartit cursets i conferències a les universitats de Barcelona, Madrid, València, Granada i Màlaga, i a la sala Arteleku (Sant Sebastià), al MACBA (Museu d'Art Contemporani de Barcelona) i el CGAC (Centro Galego de Arte Contemporánea). En 1994 l'ICA de Londres (Institut of Contemporary Art) li organitza una petita exposició sobre documents de les seves accions i intervencions. Per a inaugurar l'exposició realitza l'acció The Power Project en què va intervenir a la façana d'un edifici. Joan Casellas ha realitzat accions i intervencions en tot l'estat Espanyol, Europa, Àsia i Amèrica.

## Obra[calcitació]
Exposicions individuals
- 1979 Objectes. Espai 10 de la Fundació Miró, Barcelona.
- 1985 Original i final. Sala l'Artesà, Barcelona.
- 1985 La més gran història sempre explicada: NY. Sala l'Artesà, Barcelona.
- 1897 Pintures. Espais. Centre d'Art Contemporani, Girona.
- 1989 The Mediterranean Project. Paul Bridgewater Gallery, Nova York.
- 1991 Drie 05 Gallery, Amsterdam.
- 1991 Projectes 495. Fons d'Art, Barcelona.
- 1991 Pòsters al carrers de: Amsterdam, Alacant, Barcelona, Madrid, Nova York...

- 1992 Arco 92, Jeroglífic en els telèfons públics, Madrid.
- 1992 Projecte olímpic (pintures en els passos de zebra), Barcelona.
- 1993 Amb el cor a la mà. Sala Vinçon, Barcelona.
- 1994 The Power Project. ICA, Londres.
- 1995 La mà que parla. Galeria H2O, Barcelona.

Exposicions col·lectives
- 1978-82-84 Biennal de Barcelona.
- 1988 The New Romantics. Paul Bridgewater Gallery, Nova York.
- 1988 Volums 2. Espais, Centre d'Art Contemporani, Girona
- 1992 Al carrer. Sala Transformadors, Barcelona.
- 1992 II F.I.A.R.P. (Festival de Performance i instal·lacions), Madrid
- 1993 Roca- Pedra- Muntanya. Espai Brigitte Rambaud, Barcelona
- 1993 Documentos. Sala El Ojo Atómico, Madrid
- 1993 Segundo encuentro de performance, Granada.
- 1993 Dies Blaus. Pintura a l'estació de tren de Mataró.
- 1993 Robespierre contra el Capitán Trueno. Pati Moncada 21, Barcelona.
- 1993 Members Only. Galeria Carles Poy, Barcelona
- 1994 Sous Reserve de Modification. Usine d'Engrains Letellier, Montpellier
- 1994 Body Rebuilding. La Papa, Barcelona
- 1994 Tercer encuentro de performance, Granada.
- 1994 Acción Tum dins el Cicle Arte por un día. La Santa, Barcelona.
- 1994 100% reciclat. Gallery Live Art, Matsuyamacity, Japó.
- 1995 Acció a Arco 95, juntament amb Nieves Correa, Madrid.
- 1995 Dianes i desencerts. Sala Montcada de la Fundació “la Caixa”, Barcelona

## Arxiu Aire
L'any 1992, amb Agnès Ramírez i Ernest Puig, Joan Casellas va iniciar el projecte AIRE. Als seus orígens, era una plataforma d'organització i promoció de l'art d'acció, lligada a publicacions modestes. D'una manera gairebé inconscient, però, la presència insistent de Joan Casellas amb la seva càmera allà on hi hagués una performance per documentar-la va anar convertint AIRE en un immens arxiu documental sobre art d'acció. Més encara perquè va coincidir amb un moment culminant i especialment actiu de les performances a Barcelona, amb l'aparició, per exemple, del Club 7, que primer des de Metrònom i després a l'antiga seu del FAD, va organitzar soireés de performances d'una manera continuada durant uns anys. De fet, l'arxiu AIRE és l'únic instrument documental organitzat d'aquesta efervescència de l'art d'acció, i també recollia les performances que es van realitzar a l'entorn de la mostra Fluxus de la Fundació Antoni Tàpies.
D'ençà 1997, ha col·laborat en l'organització i la continuació del treball documental d'AIRE Xavier Moreno que, com Joan Casellas, és fotògraf i performer alhora. El valor de l'arxiu AIRE resideix en aquesta obsessiva tasca fotogràfica de Joan Casellas, que l'ha portat a documentar 25 anys de performance. Aquest esforç de deixar constància d'allò que s'esdevé i s'ha esdevingut en l'àmbit de l'art d'acció és especialment significatiu en la mesura que és l'únic que queda, no sols d'un panorama determinat que cal documentar com qualsevol altre, sinó que les performances i les accions necessiten aquest registre precisament pel caràcter efímer que les caracteritza. L'arxiu AIRE no sols recull documentació dels artistes que feien performances al llarg d'aquests 25 anys, sinó també del públic que hi anava.

## La Muga Caula
La Muga Caula és una trobada internacional anual de poesia d'acció i performance que té lloc a les Escaules (Alt Empordà) durant el mes de setembre, fundat l'any 2005. El motiu de la fundació és el 40è aniversari de la visita de Marcel Duchamp al salt de la Caula (les Escaules) l'any 1965. Duchamp va visitar la contrada l'any 1965, segurament cercant inspiració per a la seva gran obra pòstuma Étant donnés. 
La Muga Caula és el nom compost de dos topònims de la contrada, el riu Muga, que voreja el poble (‘frontera' en basc) i el salt d'aigua de la Caula, situat a un centenar de metres de la població (del llatí ‘càlida').
La Muga Caula vol ser una frontera de les arts interdisciplinàries des d'una perspectiva internacional. Es potencia l'estudi i el debat, i es programen tallers i conferències, també s'hi presenten treballs d'artistes. Han participat artistes d'acció de prestigi internacional com: Julien Blaine, Esther Ferrer, Bartolomé Ferrando, Nieves Correa, Fina Miralles, Denys Blacker i Concha Jerez.